# Вестон (Західна Вірджинія)
Вестон (англ. Weston) — місто (англ. city) в США, в окрузі Льюїс штату Західна Вірджинія. Населення — 3952 особи (2020).

## Географія
Вестон розташований за координатами 39°2′20″ пн. ш. 80°27′44″ зх. д. / 39.03889° пн. ш. 80.46222° зх. д. (39.038762, -80.462208).  За даними Бюро перепису населення США в 2010 році місто мало площу 5,18 км², з яких 5,05 км² — суходіл та 0,13 км² — водойми.

## Демографія
Згідно з переписом 2010 року, у місті мешкало 4110 осіб у 1811 домогосподарстві у складі 1082 родин. Густота населення становила 794 особи/км².  Було 2135 помешкань (412/км²).
Расовий склад населення:
| - 97,0 % — білих - 0,8 % — чорних або афроамериканців - 0,7 % — азіатів |

До двох чи більше рас належало 1,5 %. Частка іспаномовних становила 1,3 % від усіх жителів.
За віковим діапазоном населення розподілялося таким чином: 22,0 % — особи молодші 18 років, 59,9 % — особи у віці 18—64 років, 18,1 % — особи у віці 65 років та старші. Медіана віку мешканця становила 41,4 року. На 100 осіб жіночої статі у місті припадало 94,8 чоловіків;  на 100 жінок у віці від 18 років та старших — 90,3 чоловіків також старших 18 років.
Середній дохід на одне домашнє господарство  становив 46 350 доларів США (медіана — 31 776), а середній дохід на одну сім'ю — 58 845 доларів (медіана — 41 813). Медіана доходів становила 40 063 долари для чоловіків та 30 139 доларів для жінок. За межею бідності перебувало 24,3 % осіб, у тому числі 43,0 % дітей у віці до 18 років та 9,6 % осіб у віці 65 років та старших.
Цивільне працевлаштоване населення становило 1561 осіб. Основні галузі зайнятості: освіта, охорона здоров'я та соціальна допомога — 25,8 %, роздрібна торгівля — 16,7 %, мистецтво, розваги та відпочинок — 11,9 %, сільське господарство, лісництво, риболовля — 9,7 %.